# I fly
'I Fly' Airlines (юридическое название — ООО «АЙ ФЛАЙ», переводится как «Я летаю») — российская авиакомпания, выполняющая международные и внутренние рейсы.
С момента основания базируется в московском аэропорту Внуково.
Штаб-квартира авиакомпании располагается в Москве на территории бизнес-парка Румянцево.

## История
30 октября 2009 года авиакомпания получила сертификат эксплуатанта .
Первый рейс состоялся 4 декабря 2009 года из Внуково в Турецкий аэропорт Анталья.
24 апреля 2015 года авиакомпания приступила к выполнению регулярных рейсов из Москвы в города Китая — Сиань, Шэньян, Тяньцзинь.
В 2019 году выполнялись рейсы из аэропорта Жуковский в город Санья (Китай).
С 2020 года перевозчик летает под белой окраской. В авиакомпании заявили что так будет дешевле.
В июне 2021 года I-Fly презентовала новый Аirbus A330-300 с бортовым номером EI-GWF в новой ливрее перевозчика.
В декабре 2021 года 30% авиакомпании приобрело АО «Компания "Юнокс"», подконтрольная частным владельцам аэропорта Внуково Владимиру Скочу и Виталию Ванцеву. У генерального директора I Fly Кирилла Романовского — 5% авиакомпании. По состоянию на конец 2021 года, доля бенефициара I Fly Александра Буртина снизилась с 91 до 56%, а 9% по-прежнему принадлежат ООО «Шёлковый путь», подконтрольному Joy Tour Global Limited из Гонконга.
В 2022 году авиакомпания прекратила выполнение чартерных рейсов в Египет из-за закрытия Иорданией пролета в своем воздушном пространстве самолётов с двойной регистрацией. 
В 2024 году перевозчик полностью отказался от модели чартерной авиакомпании, сосредоточившись на выполнение внутренних рейсов, преимущественно в Сочи из Москвы и городов Дальнего Востока.
В ноябре того же года появилась информация, что Аэрофлот может взять в мокрый лизинг три самолёта Airbus A330-300 для выполнения внутренний рейсов по своей маршрутной сети.                                                

## Маршрутная сеть
По состоянию на май 2020 года авиакомпания выполняет рейсы в следующие города:
С 6 ноября 2015 года прекращены рейсы в Египет. С 28 мая 2022 возобновлены рейсы в Египет.
С 1 декабря 2015 года прекращены рейсы в Турцию. С 3 сентября 2016 года полеты в Турцию возобновлены.

## Показатели деятельности
Количество перевезённых пассажиров:
- в 2010 году — 383 689 пассажиров;
- в 2011 году — 410 403 пассажиров;
- в 2012 году — 632 792 пассажиров[9];
- в 2013 году — 1 046 166 пассажиров;
- в 2014 году — 970 368 пассажиров;
- в 2015 году — 611 091 пассажиров;
- в 2016 году — 403 856 пассажиров;
- в 2017 году — 746 641 пассажиров;
- в 2018 году — нет данных;
- в 2019 году — нет данных;
- в 2020 году — нет данных;

## Флот

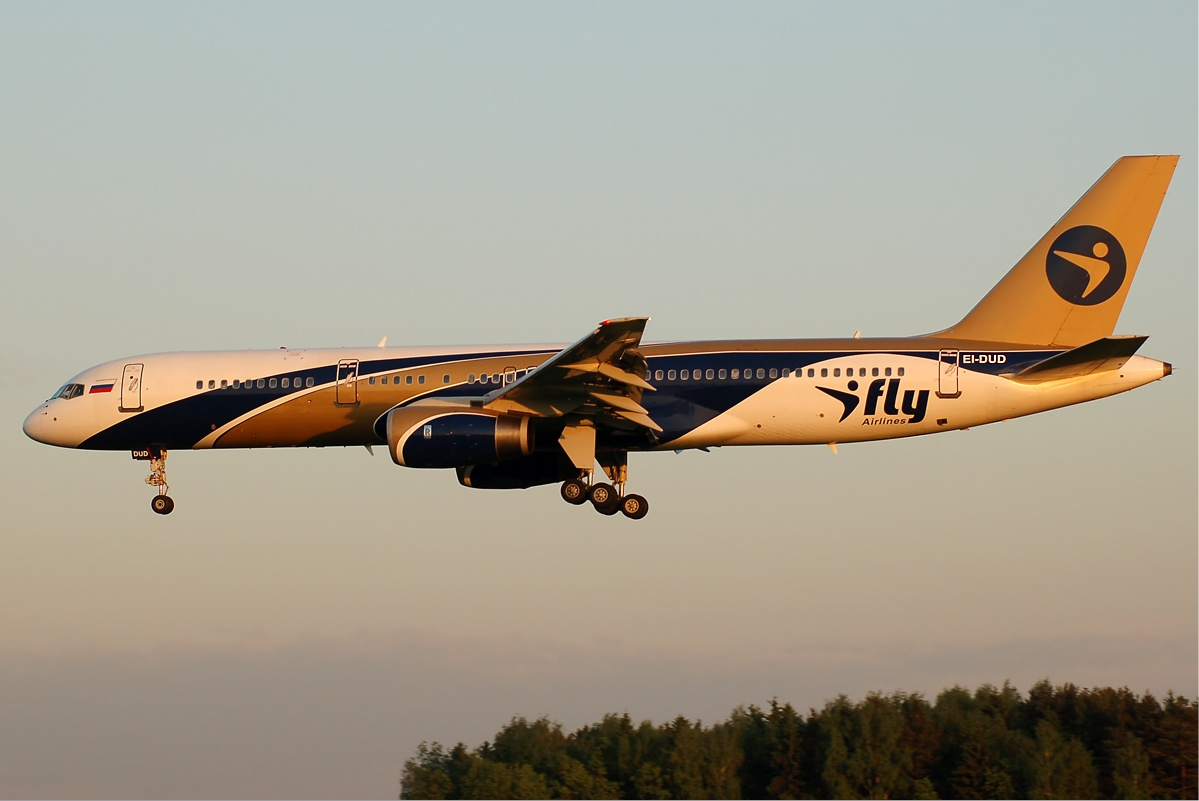
Самолёт Boeing 757-200, ранее использовавшийся авиакомпанией I fly, заходит на посадку в аэропорту Внуково. Май 2010 года

По состоянию на июнь 2023 года размер флота ООО «АЙ ФЛАЙ» составляет 6 самолётов. Однако фактически выполняют рейсы только 2 самолёта:
1. Airbus A330-300 В полной ливрее авиакомпании
2. Airbus A330-200 В белой ливрее
На июнь 2023 года средний возраст самолетов составляет 15,6 лет.

## Происшествия
- 6 июня 2013 года в шасси самолета найден погибший мужчина[12];
- 28 декабря 2013 года рейс, летевший в Таиланд, совершил вынужденную посадку в пакистанском аэропорту Лахор из-за сердечного приступа одного из пассажиров[13].
- 1 июля 2016 года Росавиация ввела ограничение срока действия сертификата эксплуатанта i Fly сначала до 15 июля, потом ограничение продлили до 1 августа. Причина — недостаточное количество бортов[14]. По этой причине многие пассажиры, купившие билеты у авиакомпании I fly, не смогли вообще улететь до пунктов назначения или улетели с суточной задержкой самолётами других авиакомпаний.  Глава Росавиации Александр Нерадько 10 августа 2016 года направил руководителю Ростуризма Олегу Сафонову письмо, в котором сообщил, что срок сертификата эксплуатанта авиакомпании I fly действует до 1 октября, после чего чартерная компания может прекратить перевозки[15]. Приказом Росавиации № 729 от 20 сентября 2016 года ограничения в части срока действия сертификата эксплуатанта были сняты[15].